# Herrmannella kodiakensis
Herrmannella kodiakensis är en kräftdjursart som beskrevs av Humes 1995. Herrmannella kodiakensis ingår i släktet Herrmannella och familjen Sabelliphilidae. Inga underarter finns listade i Catalogue of Life.